# تودور ماتوس سانتانا
تودور ماتوس سانتانا (به پرتغالی: Teodoro Matos Santana) هافبک اهل برزیل است که در شهر سانتوس و در تاریخ ۲۲ اکتبر ۱۹۴۶ به دنیا آمده‌است.
تودور ماتوس سانتانا در تیم‌های فوتبال Ponte Preta سابقهٔ حضور دارد.